# 康澤
康澤（1904年7月8日—1967年12月23日），字代賓，號兆民，四川省安岳縣人，黃埔三期畢業。十三太保之一。

## 生平
歷任國民革命軍總司令部參謀、陸軍第二師政治部主任、陸海空軍總司令部政治訓練處宣傳大隊大隊長，復興社中央黨務幹事會幹事、宣傳處處長、幹事會書記長，中央軍校特別訓練班主任、軍事委員會別動總隊總隊長、中央參謀團政訓處處長、四川保安處政訓室主任、四川國民軍訓會主任委員，軍委會禁菸委員會緝私處主任、武漢支團書記、中國國民黨中央黨部特別委員會委員，國防部專員、行營別動隊總隊長、青年團組織處處長、南京《中國日報》社長、中央軍校特別訓練班主任、軍事委員會政治部第二廳廳長、三民主義青年團中央幹事會幹事兼組織處長、國民黨中央執行委員、常務委員、第十五綏靖區司令官、陸軍中將。
康澤是中華復興社創始人之一，復興社的名字就是康澤取名；康澤亦是三民主義青年團三位創始人之一（另外二人為劉健群、陳立夫），三民主義青年團的名字也是由他建議而被採納的，其受蔣中正之寵信可見一斑。
康澤曾留學莫斯科中山大學，1928年畢業，但不認同馬列主義，認為共產主義不適合中國國情，回國後不久建議時任國民革命軍總司令蔣中正採用苏联的政治保衛局制度（格別烏），保護政權。初在南京國軍總部任侍從副官，中原大戰結束後，1931年經蔣批准成立南昌行營別動總隊，康澤任少將總隊長，在江西剿共時期為蔣所重用。在红軍曾建立過的根據地，康澤的別動總隊特別活躍，督促地方進行清剿，恢復政權行使。在红軍長征之際，蔣派薛岳率中央軍追剿红軍進入蜀、滇、黔地區，每個縣都有康澤的別動總隊，以之監視地方共产黨员與赤色份子，作用極大。
康澤所帶領的別動總隊（共產黨稱為特務武裝，而康澤不認為自己為大特務），其隊員的成分，乃是收容黃埔軍校的失業學生而組成。按期別有校尉之別，人數初為數百人，後來發展至數以萬計，當年的劉伯龍、公秉藩等將軍都是康澤系要系。1932年後，康澤擔任過中華復興社中央幹事與書記及國民黨中央委員，深受蔣的器重，即成為中国共产黨所謂之“蔣介石的十三太保”之一。1933年，蔣中正在廬山成立中央軍校特別訓練班，任用康澤當主任，招收各省高中畢業生，每期數百人，爰成為康澤集團的政治骨幹。
有人認為康澤不僅是蔣中正的愛將，一度亦為蔣蓄意培植的接班人之一；但後來蔣經國自苏俄歸來，且在贛南頗有表現，康澤與蔣經國為爭三民主義青年團組織處長和團中央領導位置及青年軍的編練工作而發生直接衝突，終不敵蔣經國。他長期控制的別動總隊，改編為新28師、新29師，後又編為第66軍，遠征緬甸。康澤想任該軍軍長，但何應欽認為康澤沒有作戰經驗未予批准，改由張軫充任。抗戰勝利後，蔣中正派康澤出國考察，1947年回國，就任第15綏靖區中將司令官。
民國卅七年，參選立法委員，於四川省第九選區第一位當選，後擔任軍職。
1948年襄樊戰役中，襄陽城破，康澤被俘，蔣中正曾在軍事會議中肯定地說：「我所知道的康澤，是不會被俘的，很可能像張靈甫那樣壯烈成仁。」事實上康澤受中国共产党思想改造13年後出獄，並被安排在中华人民共和国全國政協委員會任文史專員。同樣身屬戰犯，與康澤相處十年的李以劻曾说：“康澤思想仍忠於蔣中正，雖經改造仍無多大改變，更談不上有認罪服輸的心理，表面上痛罵國民黨與培植他的校長蔣中正，共產黨宣稱改造成績很好，但實際上康澤對於共產黨是仇恨的，對共產黨私下亦有微詞。”
1963年4月，康泽被特赦释放，任全国政协文史专员。
康泽先后撰写了《复兴社的缘起》、《三民主义青年团成立的经过》、《我在国共第二次合作谈判中的一段》等等回忆性文字。
1967年12月23日，在北京逝世，终年63岁。

## 照片

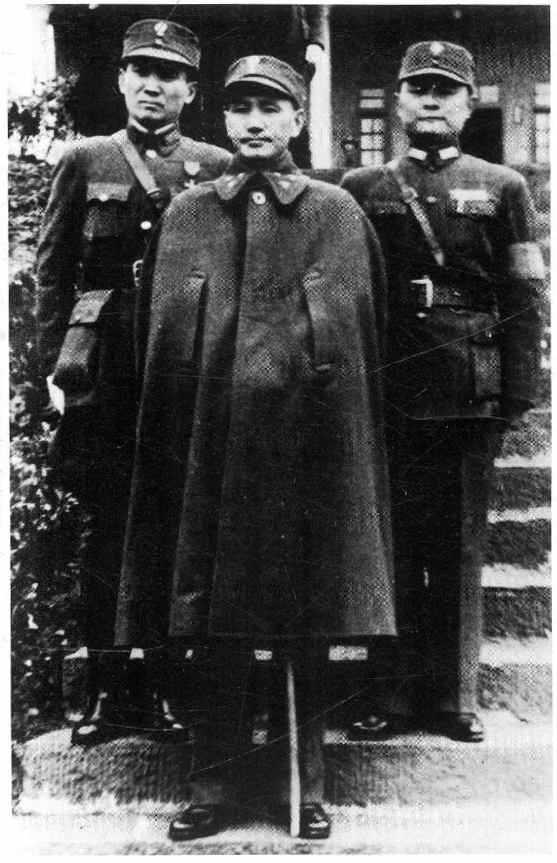
康澤與蔣中正及張治中
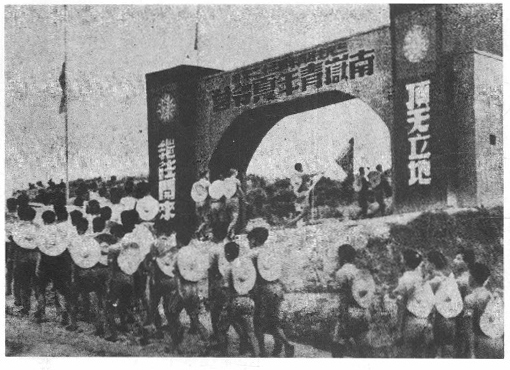
民國三十二年三民主義青年團南嶽青年夏令營開訓典禮
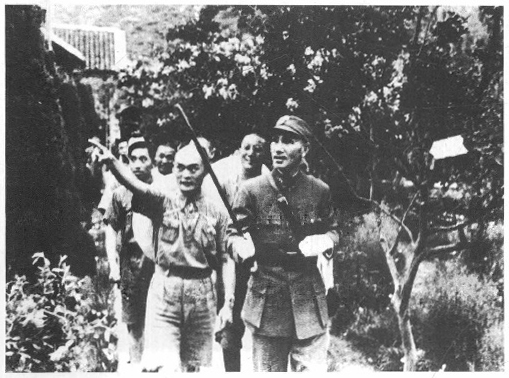
民國三十二年三民主義青年團南嶽青年夏令營主任康澤陪同三民主義青年團團長蔣中正參觀解說
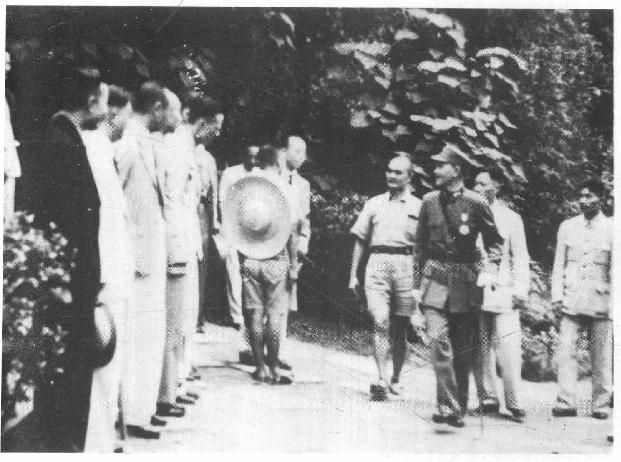
民國三十二年三民主義青年團南嶽青年夏令營主任康澤陪同三民主義青年團團長蔣中正參觀解說
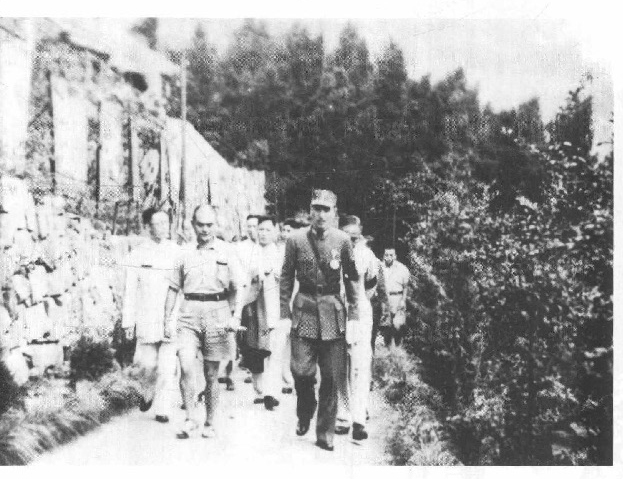
民國三十二年三民主義青年團南嶽青年夏令營主任康澤陪同三民主義青年團團長蔣中正參觀解說
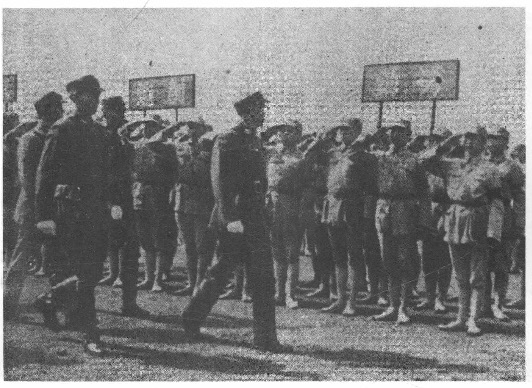
三民主義青年團北碚青年夏令營主任康澤陪同三民主義青年團團長蔣中正檢閱
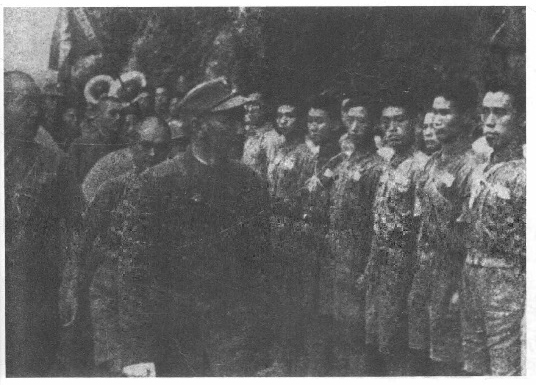
三民主義青年團北碚青年夏令營主任康澤陪同三民主義青年團團長蔣中正檢閱
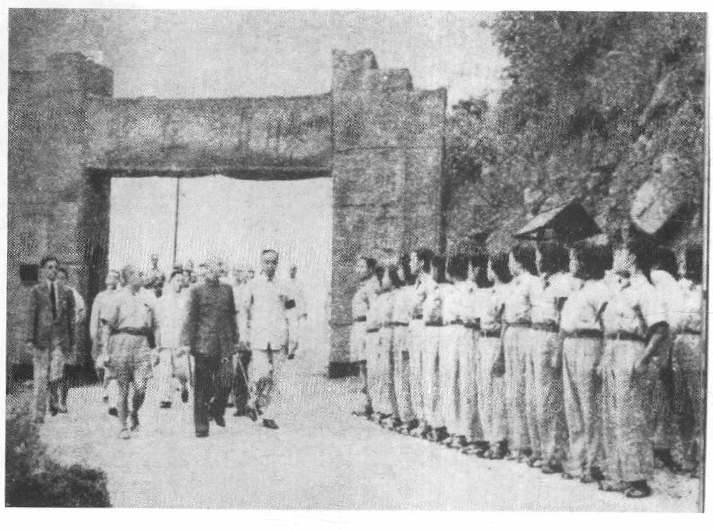
三民主義青年團北碚青年夏令營主任康澤陪同三民主義青年團團長蔣中正檢閱女生
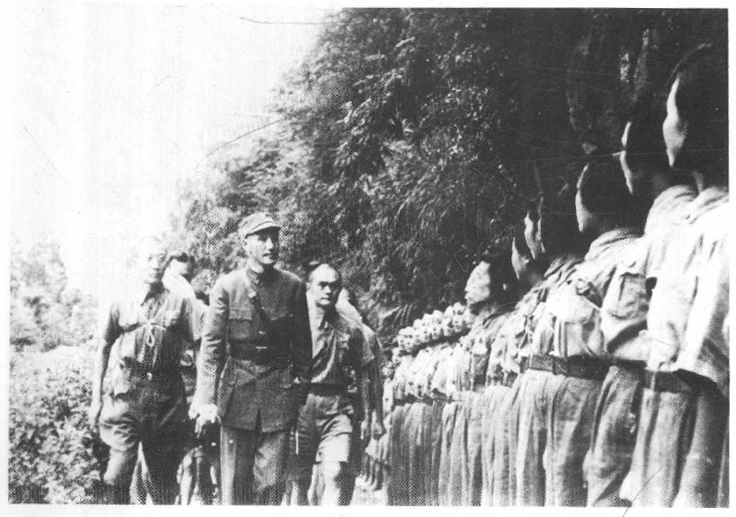
三民主義青年團北碚青年夏令營主任康澤陪同三民主義青年團團長蔣中正檢閱女生
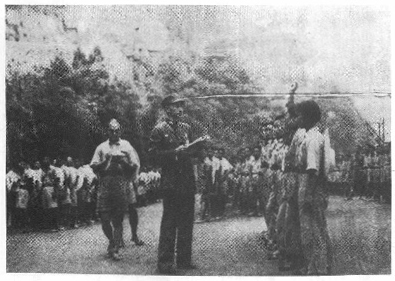
夏令營主任康澤陪同團長蔣中正檢閱受訓學生并逐一點名
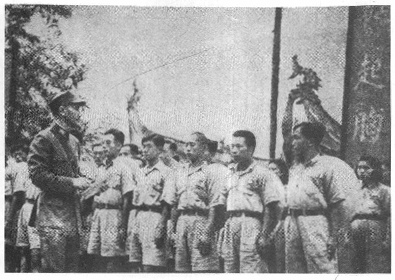
夏令營主任康澤陪同團長蔣中正檢閱受訓學生并逐一點名